# Joseph William Tobin
Joseph William kardinál Tobin CSsR (* 3. května 1952, Detroit, Spojené státy americké) je americký římskokatolický duchovní. Od roku 2012 je arcibiskupem arcidiecéze Indianapolis. V letech 2010 až 2012 zastával úřad sekretáře Kongregace pro společnosti zasvěceného života a společnosti apoštolského života. V letech 1997 až 2009 byl generálním představeným Kongregace Nejsvětějšího Vykupitele.
Dne 19. listopadu 2016 jej papež František jmenoval kardinálem.

## Život
Narodil se jako nejstarší ze tří dětí. Vstoupil k redemptoristům, na kněze byl vysvěcen 1. června 1978.
V letech 1997 až 2009 byl generálním představeným Kongregace Nejsvětějšího Vykupitele. V letech 2010 až 2012 zastával úřad sekretáře Kongregace pro společnosti zasvěceného života a společnosti apoštolského života. Od roku 2012 je arcibiskupem arcidiecéze Indianapolis.
Několikrát navštívil Českou republiku, naposled v roce 2008 přijel na Svatou horu u Příbrami v rámci vizitace zdejší provincie.
Hovoří anglicky, španělsky, francouzsky, italsky a portugalsky.